# В активному пошуку
«В активному пошуку» (англ. How to Be Single, дослівно «Як бути самотнім») — американська комедійна мелодрама режисера Крістіана Дітера, що вийшла 2016 року. Стрічку створено на основі роману Ліз Тукілльйо. У головних ролях Дакота Джонсон, Ребел Вілсон, Елісон Брі.
Уперше фільм продемонстрували 10 лютого 2016 року у світі. В Україні у широкому кінопрокаті показ фільму розпочався 11 лютого 2016 року.

## Сюжет
Нью-Йорк — одне з найромантичніших міст у світі, тут, здається, кохання витає у повітрі. Проте у 21 сторіччі поняття кохання мінливе, і змінюється воно залежно від настрою і бажання. Еліс, Робін, Люсі, Меґ — вони самотні, проте для них це не завада, бо всі вони хочуть отримати задоволення від вільного життя.

## Творці фільму

### У ролях
| Актор            | Роль                        |
| ---------------- | --------------------------- |
| Дакота Джонсон   | Еліс, помічниця адвоката    |
| Ребел Вілсон     | Робін, співпрацівниця Еліс  |
| Елісон Брі       | Люсі                        |
| Леслі Манн       | Меґ, старша сестра Еліс     |
| Ніколас Браун    | Джош, колишній хлопець Еліс |
| Джейсон Манцукас | Джордж, працівник книгарні  |
| Колін Джост      | Пол                         |

### Знімальна група
- Кінорежисер — Крістіан Дітер
- Сценаристи — Еббі Кон, Марк Сільверштайн і Дана Фокс
- Кінопродюсери — Дрю Беррімор, Дана Фокс, Ненсі Джувонен і Джон Рікард
- Виконавчі продюсери — Річард Бренер, Кріс Міллер, Дейв Нойстадтер, Маркус Вісіді й Мішель Вайс
- Композитор — Філ Ейслер
- Кінооператор — Крістіан Райн
- Кіномонтаж — Тіа Нолан
- Підбір акторів — Аві Кауфман
- Художник-постановник — Стів Саклад
- Художник по костюмах — Лія Кацнельсон[9].

## Український дубляж
Українською мовою фільм дубльовано студією «Postmodern» на замовлення компанії «Kinomania» у 2016 році.
- Перекладач — Тетяна Кисла
- Режисер дубляжу — Павло Скороходько
- Звукорежисер — Олександр Мостовенко
- Звукорежисер перезапису — Максим Пономарчук

Ролі дублювали: Ірина Ткаленко, Віталіна Біблів, Денис Толяренко, Наталія Денисенко, Дмитро Тварковський, Андрій Соболєв та інші.

## Сприйняття

### Оцінки
Фільм отримав загалом змішані відгуки: Rotten Tomatoes дав оцінку 46 % на основі 79 відгуків від критиків (середня оцінка 5,3/10) і 61 % від глядачів зі середньою оцінкою 3,5/5 (16 835 голосів). Загалом на сайті фільми має змішані оцінки, фільму зарахований «гнилий помідор» від кінокритиків, проте «попкорн» від глядачів, Internet Movie Database — 6,1/10 (28 959 голосів), Metacritic — 52/100 (30 відгуків критиків) і 6,1/10 від глядачів (20 голосів). Загалом на цьому ресурсі від критиків фільм отримав змішані відгуки, а від глядачів — схвальні.

### Касові збори
Під час прем'єрного показу у США, що розпочався 12 лютого 2016 року, протягом першого тижня фільм показали у 3 343 кінотеатрах і він зібрав 17 878 911 $, що на той час дозволило йому зайняти 3 місце серед усіх прем'єр. Станом на 6 березня 2016 року показ фільму триває 24 дні (3,4 тижня), зібравши у прокаті у США 43 320 541 долар США, а у решті світу 42 100 000 $ (за іншими даними 42 000 000), тобто загалом 85 420 541 $ (за іншими даними 85 320 541) при бюджеті 38 млн доларів США.

### Виноски
1. 1 2  How to Be Single: Release Info (англ.). Internet Movie Database. Архів оригіналу за 19 лютого 2016. Процитовано 11 лютого 2016.
2. 1 2  В активному пошуку (англ.). Kino-teatr.ua. Архів оригіналу за 16 лютого 2016. Процитовано 11 лютого 2016.
3. 1 2  Brent Lang (9 лютого 2016). ‘Deadpool’ to Pummel Box Office Competition Over President’s Weekend (англ.). Variety. Архів оригіналу за 4 червня 2019. Процитовано 11 лютого 2016.
4. 1 2 3 4  How to Be Single (англ.). Box Office Mojo. Архів оригіналу за 21 вересня 2018. Процитовано 8 березня 2016.
5. 1 2 3 4  How to be Single (2016) (англ.). The Numbers. Архів оригіналу за 8 березня 2016. Процитовано 8 березня 2016.
6. ↑  How to Be Single (2016) (англ.). AllMovie. Архів оригіналу за 13 лютого 2016. Процитовано 11 лютого 2016.
7. ↑  В активному пошуку. Kinomania. Архів оригіналу за 11 лютого 2016. Процитовано 11 лютого 2016.
8. ↑  Дарія Сєчкова (11 лютого 2016). Зухвалий Дедпул та самотність у великому місті - кінопрем'єри 11 лютого. Gazeta.ua. Архів оригіналу за 12 лютого 2016. Процитовано 27 лютого 2016.
9. ↑  How to Be Single: Full Cast & Crew (англ.). Internet Movie Database. Архів оригіналу за 16 лютого 2016. Процитовано 11 лютого 2016.
10. ↑  How to Be Single (англ.). Postmodern LLC. Архів оригіналу за 17 лютого 2016. Процитовано 17 лютого 2016.
11. ↑  How to Be Single (англ.). Rotten Tomatoes. Архів оригіналу за 18 листопада 2020. Процитовано 17 лютого 2016.
12. ↑  How to Be Single (англ.). Internet Movie Database. Архів оригіналу за 15 лютого 2016. Процитовано 17 лютого 2016.
13. ↑  How to Be Single (англ.). Metacritic. Архів оригіналу за 11 листопада 2020. Процитовано 17 лютого 2016.